# Les Tournesols sauvages
Pour plus de détails, voir Fiche technique et Distribution.
Les Tournesols sauvages (Girasoles silvestres) est un film espagnol de Jaime Rosales, sorti en 2022.

## Synopsis
Le film relate la vie amoureuse d'une jeune barcelonaise de 22 ans, Julia, mère de deux enfants. Il est découpé en trois parties dont chacune porte le nom d'un homme: Oscar, Marcos et Àlex. Julia tombe d'abord amoureuse d'Oscar, un garçon passionné et conflictuel qui vient de sortir de prison. Oscar oscille continuellement entre un amour ravi, des explosions de violence et un retour à l'amour aveugle. Une nuit, après une dispute de jalousie, tout se termine par une scène de violence conjugale. Quelques jours plus tard, elle décide de revenir avec le père de ses enfants, Marcos, un jeune militaire affecté à Melilla, une enclave espagnole au Maroc. Quelques mois heureux s'écoulent avant que tout ne retourne à l'apathie et à une nouvelle séparation. Et enfin, Álex, un ancien ami du lycée, devient son nouveau partenaire. Jaime Rosales « livre le portrait empathique d'une fille tournesol, cherchant à se tourner vers un vrai soleil ».

## Fiche technique
Sauf indication contraire, les informations mentionnées dans cette section peuvent être confirmées par la base de données cinématographiques IMDb,  présente dans la section « Liens externes ».
- Titre original : Girasoles silvestres
- Titre français : Les Tournesols sauvages
- Réalisation : Jaime Rosales
- Scénario : Bárbara Díez et Jaime Rosales
- Direction artistique : Victoria Paz Álvarez
- Décors : Verónica Díez
- Costumes : Carolina Galiana
- Photographie : Hélène Louvart
- Montage : Lucía Casal
- Pays d'origine : Espagne
- Format : Couleurs
- Genre : drame
- Durée : 107 minutes
- Dates de sortie :
  - Espagne : 17 septembre 2022 (Festival du film de Saint-Sébastien 2022), 14 octobre 2022 (sortie nationale)
  - France : 2 août 2023

## Distribution
- Anna Castillo : Julia
- Oriol Pla : Oscar
- Quim Àvila : Marcos
- Lluís Marquès : Àlex
- Manolo Solo : Roberto, le père de Julia
- Carolina Yuste : Maite, la soeur de Julia

## Distinctions

### Sélections
- Festival international du film de Saint-Sébastien 2022 : sélection en compétition
- Festival du film espagnol Cinespaña de Toulouse 2022 : sélection en compétition
- Arras Film Festival 2022 : sélection en section Découvertes européennes

### Nominations
- Feroz 2023 : meilleure actrice pour Anna Castillo, meilleur acteur dans un second rôle pour Oriol Pla et meilleure affiche
- Goyas 2023 : meilleure actrice pour Anna Castillo

### Récompense
Sant Jordi 2023 : meilleure actrice pour Anna Castillo